# Mohamed Abrini
Mohamed Abrini, né le 27 décembre 1984 à Berchem-Sainte-Agathe, est un criminel et terroriste djihadiste belge.
Le 29 juin 2022, il est reconnu coupable d'avoir participé aux attentats de Paris de novembre 2015 et a été condamné à la réclusion à perpétuité avec une peine minimale de 22 ans. Le 15 septembre 2023 il a été condamné à 30 ans de réclusion pour son rôle dans les attentats de Bruxelles.

## Enfance
Né à Berchem-Sainte-Agathe de parents marocains, il est le deuxième d'une fratrie de six enfants et grandit dans le quartier de Molenbeek, en même temps que Salah Abdeslam. Il connait une enfance qu'il qualifie lui-même de « normale », « sans manquer de rien ». Il quitte l'école en classe de troisième et abandonne sa formation en mécanique-soudure avant d'avoir obtenu son diplôme.
Il est reconnu coupable de vol de voiture à l'âge de dix-sept ans et acquiert ensuite un casier judiciaire portant douze condamnations entre 2002 et 2015, ainsi que plusieurs peines de prison.
C'est alors qu'il est en prison en 2014 qu'il apprend la mort de son jeune frère Souleymane qui combattait en Syrie pour l'État islamique (Daech). Mohamed Abrini pratique par ailleurs dans sa jeunesse des activités sévèrement punies par l'organisation qu'il rejoint : il fume du cannabis, boit de l'alcool, joue de l'argent et sort régulièrement en discothèques.

## Attentats de novembre 2015 à Paris
Radicalisé au cours de l'année 2014, il partage sa volonté se faire le djihad ainsi que sa haine des « non-musulmans » à sa fiancée. En juin 2015, Abrini se rend en Syrie pour se recueillir sur la tombe de son petit frère Souleymane - qui était parti faire le dijhad - et rencontre Abdelhamid Abaaoud, un de ses amis d'enfance et lui aussi originaire de Molenbeek, et envers qui il se sentirait redevable pour avoir risqué sa vie en allant chercher la dépouille de son petit-frère. Abaaoud lui demande d'aller à Birmingham pour collecter 3 000 £, dont la plupart proviennent des paiements d'allocations de logement à un combattant syrien.
Abrini participe aux préparatifs des attentats de Paris, étant notamment chargé de louer les planques des terroristes. Le 12 novembre 2015, il part pour Paris en convoi avec les dix autres terroristes mais il prend un taxi dans la nuit du 12 au 13 novembre, pour rentrer à Bruxelles, où il s'est caché.
Il est identifié comme suspect deux jours plus tard, par des images de vidéosurveillance le montrant avec Salah Abdeslam lors d'un passage dans une station-service, le 11 novembre 2015.

## Attentats de Bruxelles

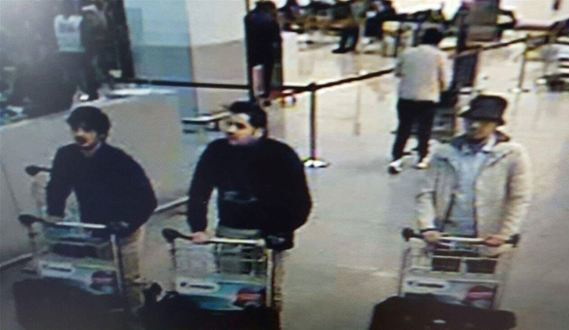
Image de vidéosurveillance des trois personnes responsables des attentats à l'aéroport de Zaventem. À gauche, Najim Laachraoui ; au centre, Ibrahim El Bakraoui et à droite, Mohamed Abrini.

Alors qu'il se cachait à Bruxelles, Mohamed Abrini participe également aux préparatifs des attentats de Bruxelles.
Le 22 mars 2016, il se rend à l'aéroport de Bruxelles-National à Zaventem avec deux autres kamikazes, Najim Laachraoui et Ibrahim el-Bakraoui, mais s'enfuit sans faire exploser sa valise d'explosifs.
Il est arrêté le 8 avril 2016 dans le quartier bruxellois de Cureghem à Anderlecht et reconnaît être « l'homme au chapeau » vu sur des images de vidéosurveillance à l'aéroport aux côtés des kamikazes.

## Procès parisien
Le 8 septembre 2021, Mohamed Abrini, Salah Abdeslam et 18 autres personnes sont jugés par la cour d'assises spéciale de Paris. Le procès a duré plus de neuf mois avec des verdicts qui sont annoncés le 29 juin 2022. Durant l'audience, Abrini est longuement questionné sur les raisons de son renoncement. Il affirme ne pas avoir voulu tuer des personnes non-armées, mais admet également avoir refusé sa propre mort. 
Interrogé sur les exactions de l'État islamique, à l'instar du génocide des Yézidis, de l’esclavage ou des massacres de masse de prisonniers, Mohamed Abrini répond en invoquant Napoléon, Alexandre le Grand et la révolution française. 
L'accusation a demandé la réclusion criminelle à perpétuité avec une peine minimale de 22 ans mais les avocats d'Abrini plaident pour une peine de 30 ans de réclusion, reconnaissant la complicité d'Abrini dans les attentats mais soulignent le fait qu'il a renoncé à son rôle de kamikaze la nuit précédente.
La Cour d’assises reconnaît Mohamed Abrini coupable et le condamne à la réclusion à perpétuité assortie d’une peine de sureté de 22 ans et d’une interdiction définitive de séjour sur le territoire français.

## Procès de Bruxelles
En décembre 2022 Abrini, Abdeslam et huit autres prévenus sont jugés devant un jury populaire pour leur rôle dans les attentats de Bruxelles. Après un procès de sept mois, Abrini est reconnu coupable d’assassinats dans un contexte terroriste et condamné à 30 ans de réclusion,.